# Сасо (Рим)
Сасо је насеље у Италији у округу Рим, региону Лацио.
Према процени из 2011. у насељу је живело 233 становника. Насеље се налази на надморској висини од 310 м.